# Mrtvý luh
Mrtvý luh je údolní rašeliniště a původně státní přírodní rezervace na Šumavě nacházející se při soutoku Teplé a Studené Vltavy ve Vltavické brázdě jižně od Volar. V současnosti je součástí Vltavského luhu – I. zóny Národního parku Šumava v katastru osady České Žleby. Státní přírodní rezervace zde byla vyhlášena v roce 1948 na výměře 394 hektarů. Název území pochází od velkého množství mrtvých stromů, které zde vytváří jakoby „mrtvý les“ poskládaný z velkého množství „kostlivčích stromů“, které zde vznikly po velkém podzemním požáru rašeliny.
Území Mrtvého luhu vymezuje těleso náspu železniční tratě mezi železničními zastávkami Dobrá a Černý Kříž na železniční trati České Budějovice-Volary a dále také obě koryta Teplé a Studené Vltavy, které se zde na jihovýchodním cípu Mrtvého luhu slévají a vytvářejí tak řeku Vltavu.
Mrtvý luh patří do sítě mezinárodně chráněných mokřadů.
Vzhledem k tomu, že vrstvy zdejší rašeliny dosahují mocnosti až 7 metrů, odpovídá tomu i druhové složení dřevin, kde převládá borovice blatka, bříza karpatská a bříza pýřitá. Z bylin pak rosnatka okrouhlolistá, blatnice bahenní, kosatec sibiřský a vachta trojlistá. Vyskytují se zde, mimo jiné, i velmi vzácné druhy bezobratlých živočichů, kteří jsou typičtí pro biotopy severské tundry, jako je kupříkladu motýl perleťovec severní a perleťovec mokřadní.
Mrtvý luh není přístupný pro veřejnost. Výhradně po řece do něj mohou vstupovat pouze vodáci, kteří sjíždějí Vltavu od Soumarského mostu. Dobře viditelný je i při jízdě vlakem na trati přes Černý Kříž do Volar.